# Fanteria (storia romana)
La fanteria in epoca romana era il nerbo dell'esercito fin dall'epoca regia.

## Storia
La fanteria era formata in epoca repubblicana da cittadini romani, inquadrati in unità chiamate legioni (formate per lo più da fanteria pesante), e truppe ausiliarie (socii) alle ali dello schieramento. All'interno delle stesse legioni vi erano anche limitati reparti di fanteria "leggera", come i velites o le leves, ma soprattutto si trattava di reparti di fanteria "pesante", come gli hastati, i principes ed i triarii.
In seguito alla riforma di Gaio Mario (104 a.C. circa) ed alla guerra sociale (91-88 a.C.), nuovi reparti di fanteria alleata (per lo più "leggera") furono inquadrati a fianco delle legioni (ormai composte da soli elementi di fanteria "pesante"). Si trattava degli auxilia.
La riorganizzazione successiva voluta da Augusto, vide affiancare in modo permanente alle forze di fanteria "pesante" (le legioni), truppe ausiliarie di fanteria "leggera" e professionale (con 25 anni di ferma obbligatoria), a completamento tattico delle prime. Si trattava delle cosiddette cohortes peditatae, equitatae, oltre ad unità minori come i cosiddetti numeri, disposte lungo l'intero limes.
Il degno completamento tattico della fanteria ("pesante" e "leggera") era, infine, oltre all'artiglieria ed al genio, la cavalleria, normalmente posta alle ali dello schieramento.

## Sintesi sulla struttura dell'esercito romano
Esercito romano:
- fanteria leggera: 
  - velites, leves e alcune unità dei socii (in epoca repubblicana);
  - poi auxilia di peregrini (con riorganizzazione augustea) come:
    - cohortes peditatae,
    - cohortes equitatae,
    - numeri, per lo più di regni clienti (anche barbari).
- fanteria pesante di cittadini romani: 
  - hastati, principes e triarii (epoca repubblicana);
  - poi in epoca imperiale, il semplice legionario;
- unità di artiglieria,
- reparti del genio militare,
- unità di cavalleria di peregrini come:
  - alae,
  - cohortes equitatae
  - cunei,
- e unità di cavalleria di cives Romanorum come:
  - i reparti di cavalleria legionaria.

### Fonti primarie
- Ammiano Marcellino, Le Storie (testo latino a fronte), a cura di A. Salem, UTET 2007, ISBN 9788802077123
- Cesare, De bello Gallico.
- Notitia Dignitatum, .
- Sesto Giulio Frontino, Strategemata.
- Plutarco, Vita di Romolo.
- Polibio, Storie, VI, 19-42.
- Sallustio, Bellum Iugurthinum, LXXXVI.
- Tacito, Annales.
- Tacito, Historiae.
- Vegezio, L'arte della guerra (Epitoma rei militaris), Oscar Mondadori - Classici Greci e Latini (testo a fronte), 2001. ISBN 88-1710-645-3

### Fonti secondarie
- E. Abranson e J.P. Colbus, La vita dei legionari ai tempi della guerra di Gallia, Milano 1979.
- Giovanni Brizzi, Scipione e Annibale. La guerra per salvare Roma, Bari-Roma, 2007. ISBN 978-88-420-8332-0
- G. Cascarino, L'esercito romano. Armamento e organizzazione, Vol. I - Dalle origini alla fine della repubblica, Rimini 2007.
- G. Cascarino, L'esercito romano. Armamento e organizzazione, Vol. II - Da Augusto ai Severi, Rimini 2008.
- P. Connolly, L'esercito romano, Milano 1976.
- P. Connolly, Greece and Rome at war, Londra 1998. ISBN 1-85367-303-X
- N. Fields, Roman Auxiliary Cavalryman, Oxford 2006.
- E. Gabba, Esercito e società nella tarda Repubblica romana, Firenze 1973.
- A.K. Goldsworthy, The Roman Army at War, 100 BC-AD 200, Oxford - N.Y 1998.
- A.K. Goldsworthy, Roman Warfare, 2000.
- A.K. Goldsworthy, Complete Roman Army, 2003.
- A.K. Goldsworthy, Storia completa dell'esercito romano, Modena 2007. ISBN 978-88-7940-306-1
- J. Rodríguez González, Historia de las legiones Romanas, Madrid 2003.
- M. Hassall, The Army" in Cambridge Ancient History, II ed., Vol.XI (The High Empire 70-192), 2000.
- P. Holder, Auxiliary Deployment in the Reign of Hadrian, 2003.
- L. Keppie, The Making of the Roman Army, from Republic to Empire, Londra 1998.
- Y. Le Bohec, L'esercito romano da Augusto alla fine del III secolo, Roma 1992, VII ristampa 2008.
- Y. Le Bohec, Armi e guerrieri di Roma antica. Da Diocleziano alla caduta dell'impero, Roma 2008. ISBN 978-88-430-4677-5
- E. Luttwak, La grande strategia dell'Impero romano, Milano 1991.
- S. Mazzarino, L'impero romano, Bari 1973.
- MacMullen, How Big was the Roman Army?, in KLIO, 1979.
- S. McDowall, Late Roman Infantryman, Oxford 1994.
- A. Milan, Le forze armate nella storia di Roma Antica, Roma 1993.
- H. Parker, The Roman Legions, N.Y. 1958.
- J. Spaul, Cohors 2, 2000.
- A. Watson, Aurelian and the Third Century, Londra & New York 1999.
- G. Webster, The Roman Imperial Army, Londra - Oklahoma 1998.